# 霍頓縣 (德克薩斯州)
霍頓縣（英語：Wharton County）位美國德克薩斯州東南部的一個縣。面積2,835平方公里。根据美國2000年人口普查，共有人口41,188人。縣治霍頓（Wharton）。
成立於1846年4月3日。縣名紀念一對兄弟：威廉·哈里斯·霍頓（德克薩斯共和國參議員）和約翰·奧斯汀·霍頓（德克薩斯共和國戰爭部長）。